# Rochefort-en-Terre
Rochefort-en-Terre is een gemeente in het Franse departement Morbihan (regio Bretagne). De plaats maakt deel uit van het arrondissement Vannes. De gemeente telde 636 inwoners op 1 januari 2022. Rochefort-en-Terre is lid van Les Plus Beaux Villages de France.

## Geografie
De oppervlakte van Rochefort-en-Terre bedroeg op 1 januari 2022 1,22 vierkante kilometer; de bevolkingsdichtheid was toen 521,3 inwoners per km².

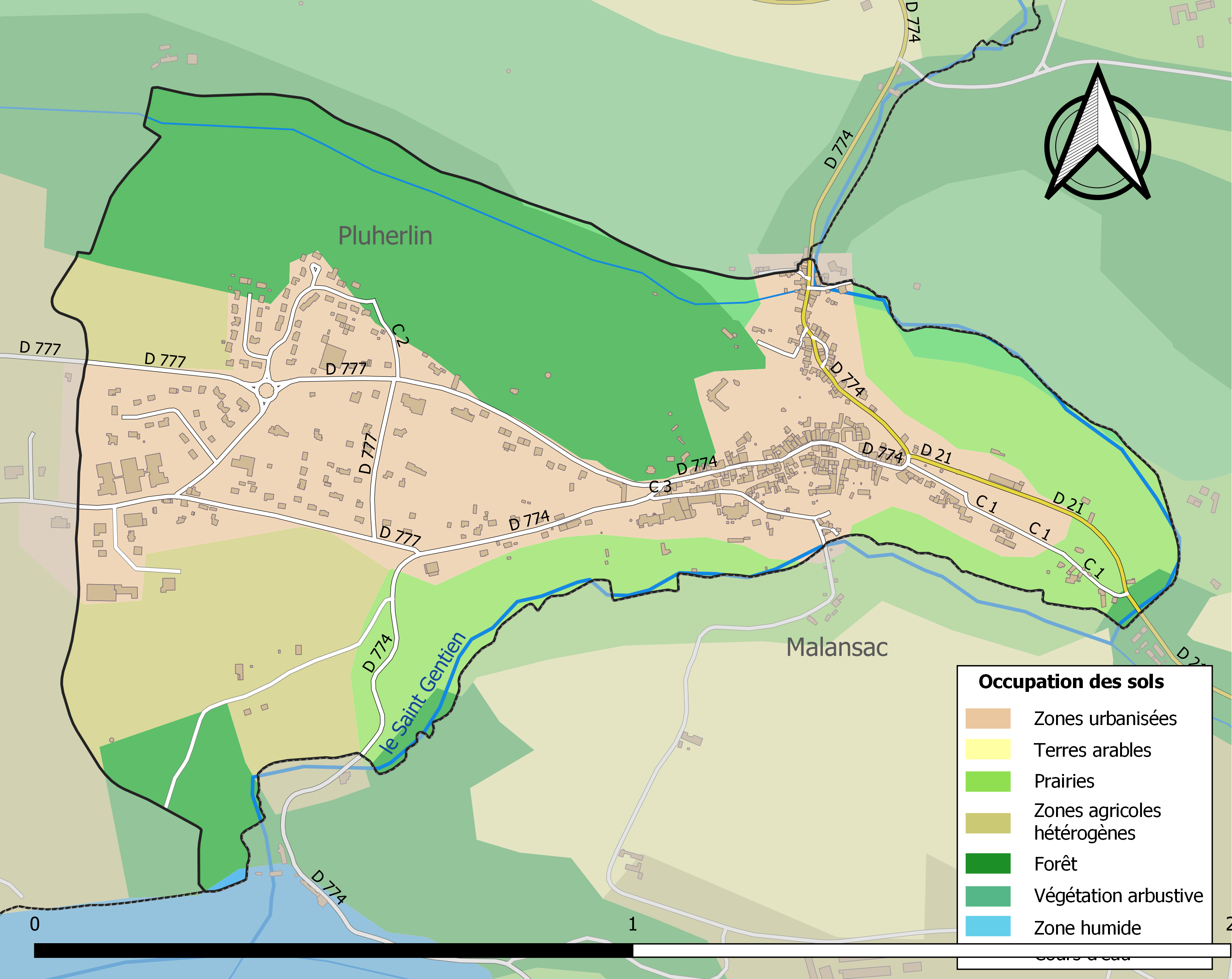
Kaart van de gemeente met de belangrijkste infrastructuur, bodemgebruik en omliggende gemeenten

## Demografie
Onderstaande figuur toont het verloop van het inwonertal (bron: INSEE-tellingen).

(Sortering op regio > departement (vet) > gemeente)